# Тераса камова

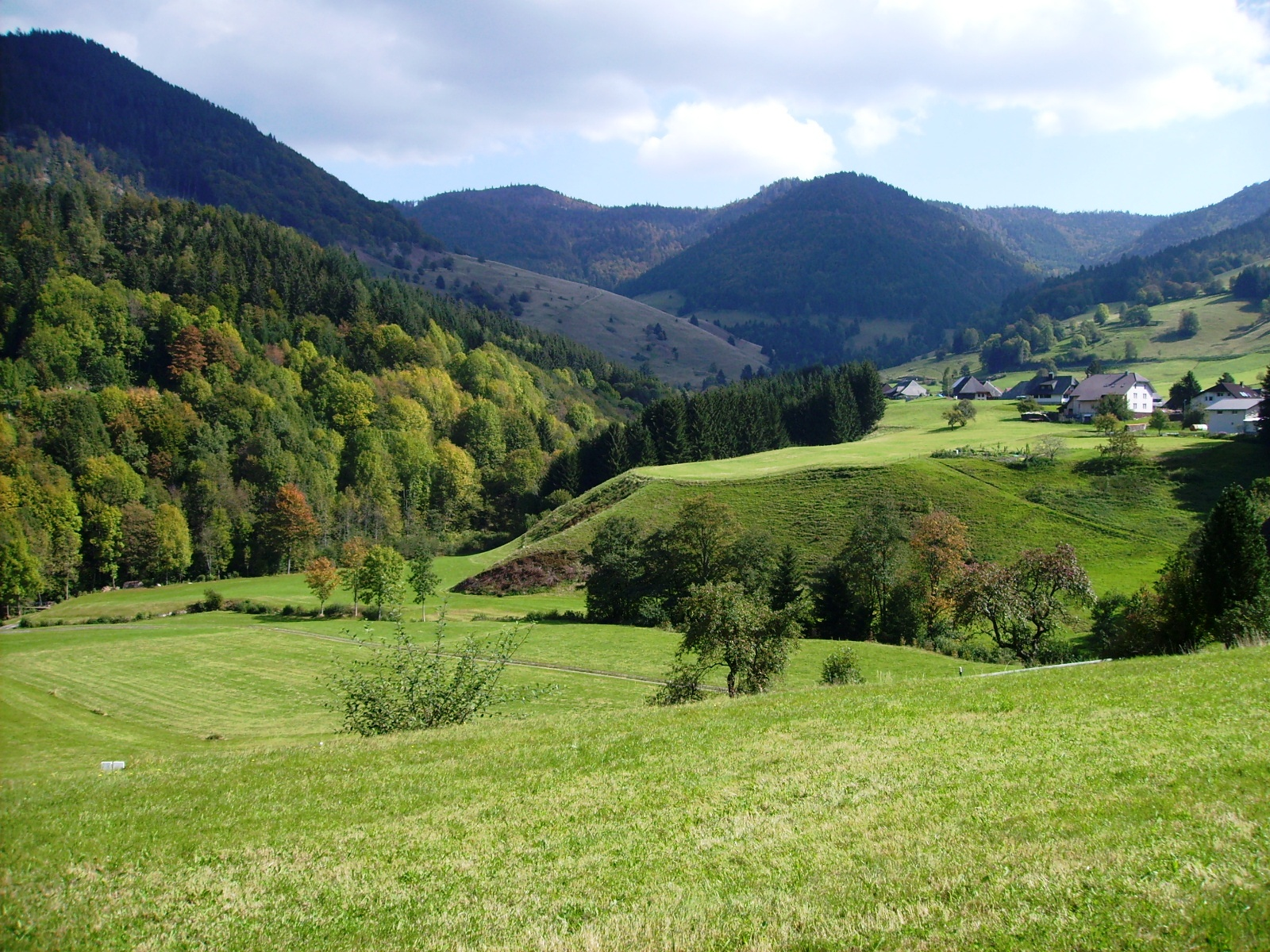
Тераса камова в Präger Kessel (Південний Шварцвальд)

Тераса камова (рос. терраса камовая, англ. kames terrace, нім. Kamesterrasse f) — велика поверхня розвитку піщаних шаруватих озерно-льодовикових відкладів. Має своєрідний рельєф. Тильна сторона тераси, притулена звичайно до моренної височини, має плоску поверхню з поодинокими улоговинами — золлями (невеликі ночвоподібні западини глибиною в декілька м. і діаметром в декілька десятків м.). Зовнішній край Т.к. має характерний горбкуватий куполоподібний рельєф із западинами й улоговинами, що переходять за її межами в ерозійні долини. Камові пагорби навколишньої поверхні ніколи не піднімаються над рівнем поверхні Т.к. Іноді брівка її дуже крута й чітко виражена; у таких випадках вона являє схил льодовикового контакту.